# 356 Liguria
Liguria (asteroide 356) é um asteroide da cintura principal com um diâmetro de 131,31 quilómetros, a 2,0951186 UA. Possui uma excentricidade de 0,2397877 e um período orbital de 1 671,13 dias (4,58 anos).
Liguria tem uma velocidade orbital média de 17,94138152 km/s e uma inclinação de 8,23048º.
Esse asteroide foi descoberto em 21 de Janeiro de 1893 por Auguste Charlois.
Este asteroide foi nomeado em homenagem a uma região italiana chamada Ligúria.